# Chinesische Unihockeynationalmannschaft der Frauen
Die chinesische Unihockeynationalmannschaft der Frauen repräsentiert China bei Länderspielen und internationalen Turnieren in der Sportart Unihockey. Die chinesische Nationalmannschaft konnte sich bisher noch für keine Weltmeisterschaft qualifizieren.

## Platzierungen

### Weltmeisterschaften
| WM   | Austragungsort(e)           | Platz              |
| ---- | --------------------------- | ------------------ |
| 1997 | Mariehamn und Godby         | -                  |
| 1999 | Borlänge                    | -                  |
| 2001 | Riga                        | -                  |
| 2003 | Bern, Gümligen und Wünnewil | -                  |
| 2005 | Singapur                    | -                  |
| 2007 | Frederikshavn               | -                  |
| 2009 | Västerås                    | -                  |
| 2011 | St. Gallen                  | -                  |
| 2013 | Brünn, Ostrava              | -                  |
| 2015 | Tampere                     | -                  |
| 2017 | Bratislava                  | nicht qualifiziert |